# カイル・ブラディッシュ
カイル・エドワード・ブラディッシュ（Kyle Edward Bradish, 1996年9月12日 - ）は、アメリカ合衆国アリゾナ州ピオリア出身のプロ野球選手（投手）。右投右打。MLBのボルチモア・オリオールズ所属。

## 経歴

### プロ入りとエンゼルス傘下時代
2018年のMLBドラフト4巡目（全体121位）でロサンゼルス・エンゼルスから指名されプロ入り。
2019年に傘下のA+級インランド・エンパイア・66ersでプロデビューし、24試合（先発18試合）に登板して6勝7敗、防御率4.28、120奪三振の成績を記録した。

### オリオールズ時代
2019年12月4日にディラン・バンディとのトレードで、アイザック・マットソン、カイル・ブノビッチ、ザック・ピークと共にボルチモア・オリオールズへ移籍した。
2020年は新型コロナウイルスの影響でマイナーリーグの試合が開催されず、公式戦への出場はなかった。
2021年は傘下のAA級ボウイ・ベイソックスで開幕を迎え、シーズン途中にAAA級ノーフォーク・タイズへ昇格。2球団合計で24試合（先発22試合）に登板して6勝5敗、防御率3.68、131奪三振の成績を記録した。
2022年はAAA級ノーフォークで開幕を迎えた。4月29日にメジャー契約を結んでアクティブ・ロースター入りし、同日のボストン・レッドソックス戦に先発登板してメジャーデビューを果たした。
2023年は30試合に先発登板し、12勝7敗、防御率2.83、168奪三振を記録し、オールMLBチームのセカンドチーム先発投手部門に選出され、サイ・ヤング賞投票でも4位に入った。
2024年は内側側副靭帯を痛めて出遅れ、5月上旬に復帰したものの、結局6月にトミー・ジョン手術を受けた。

## 詳細情報

### 年度別投手成績
| 年 度    | 球 団    | 登 板 | 先 発 | 完 投 | 完 封 | 無 四 球 | 勝 利 | 敗 戦 | セ 丨 ブ | ホ 丨 ル ド | 勝 率 | 打 者 | 投 球 回 | 被 安 打 | 被 本 塁 打 | 与 四 球 | 敬 遠 | 与 死 球 | 奪 三 振 | 暴 投 | ボ 丨 ク | 失 点 | 自 責 点 | 防 御 率 | W H I P |
| -------- | -------- | ----- | ----- | ----- | ----- | -------- | ----- | ----- | -------- | ----------- | ----- | ----- | -------- | -------- | ----------- | -------- | ----- | -------- | -------- | ----- | -------- | ----- | -------- | -------- | ------- |
| 2022     | BAL      | 23    | 23    | 0     | 0     | 0        | 4     | 7     | 0        | 0           | .364  | 509   | 117.2    | 119      | 17          | 46       | 0     | 7        | 111      | 7     | 0        | 68    | 64       | 4.90     | 1.40    |
| 2023     | BAL      | 30    | 30    | 0     | 0     | 0        | 12    | 7     | 0        | 0           | .632  | 671   | 168.2    | 132      | 14          | 44       | 0     | 8        | 168      | 9     | 0        | 54    | 53       | 2.83     | 1.04    |
| 2024     | BAL      | 8     | 8     | 0     | 0     | 0        | 2     | 0     | 0        | 0           | 1.000 | 163   | 39.1     | 27       | 2           | 15       | 0     | 3        | 53       | 2     | 0        | 12    | 12       | 2.75     | 1.07    |
| MLB：3年 | MLB：3年 | 61    | 61    | 0     | 0     | 0        | 18    | 14    | 0        | 0           | .563  | 1343  | 325.2    | 278      | 33          | 105      | 0     | 18       | 332      | 18    | 0        | 134   | 129      | 3.56     | 1.18    |

- 2024年度シーズン終了時

### 年度別守備成績
| 年 度 | 球 団 | 投手（P） | 投手（P） | 投手（P） | 投手（P） | 投手（P） | 投手（P） |
| 年 度 | 球 団 | 試 合     | 刺 殺     | 補 殺     | 失 策     | 併 殺     | 守 備 率  |
| ----- | ----- | --------- | --------- | --------- | --------- | --------- | --------- |
| 2022  | BAL   | 23        | 7         | 10        | 0         | 0         | 1.000     |
| 2023  | BAL   | 30        | 11        | 16        | 0         | 1         | 1.000     |
| 2024  | BAL   | 8         | 4         | 7         | 0         | 0         | 1.000     |
| MLB   | MLB   | 61        | 22        | 33        | 0         | 1         | 1.000     |

- 2024年度シーズン終了時
- 各年度の太字はリーグ最高

### 表彰
- オールMLBチーム
  - セカンドチーム（先発投手）：1回（2023年）

### 背番号
- 56（2022年）
- 39（2023年）
- 38（2024年 - ）